# Leucorrhinia caudalis
Espèce
Classification phylogénétique
- Hexapodes
  - Insectes
    - Archéognathes
    - CNN (clade non nommé)
      - Thysanoures
      - CNN
        - Odonates
          - Epiproctophora
            - Libellulidae
              - Leucorrhinia
                - L. caudalis

Statut de conservation UICN

 LC  : Préoccupation mineure
Leucorrhinia caudalis ou la Leucorrhine à large queue est une espèce de libellules de la famille des Libellulidae.

## Description
Abdomen noir et bleu chez les mâles matures, noir et jaune chez les femelles, contrastant avec la face blanche ; l'abdomen est élargi au niveau des segments 6 à 9. Les cercoïdes sont blancs chez les 2 sexes. Les pterostigmas sont blancs en dessus chez le mâle, bruns chez la femelle.

## Chorologie

### Habitat
Leucorrhinia caudalis fréquente les mares, étangs et lacs eutrophes, mésotrophes et oligotrophes, tourbeux ou non, en paysage souvent forestier et riches en végétation aquatique immergée et flottante, telles que les nénuphars et les potamots. Elle est également présente dans les annexes hydrauliques aux eaux claires et bien oxygénées des grands cours d’eau, ainsi que dans les anciennes fosses de détourbage des tourbières mésotrophes. C’est une espèce de plaine que l’on retrouve jusque vers 600 mètres d’altitude.

### Répartition
Leucorrhinia caudalis est présente sur un large territoire allant du sud de la Scandinavie à l'Europe Centrale et jusqu'à la Sibérie occidentale.
En France, elle est présente dans le nord-est, au nord des Alpes et dans le Poitou, où elle est en danger critique d'extinction,.
En Belgique, cette espèce rare a été redécouverte en 2011.

### Protection
L'espèce est inscrite sur la liste rouge de l'IUCN où elle est classée en préoccupation mineure. Elle est également inscrite sur la liste de la FHH et est protégée dans plusieurs pays européens, dont la France. Elle est classée en annexe IV de la directive européenne Habitats-Faune-Flore où elle est une espèce d'intérêt communautaire.